# 石棉网
石棉网（英语：wire gauze），又称石绵铁丝网，是实验室加热时的常用仪器。石棉网内部为石棉薄片，外部由金属丝结成网状构成。石棉网通常放在铁架台、三脚架等固定仪器的铁圈上，支撑其上的烧杯、烧瓶，同时在加热时让容器受热均匀避免爆裂。石棉网在实验室中起重要作用。部分平底玻璃器皿不能用酒精灯、本生灯直接加热，需要用到石棉网使其受热均匀，保护容器。
类似的仪器有陶瓷网，即使用陶瓷替代石棉网中的石棉。中心陶瓷部分在高压之下嵌入金属网丝来制作陶瓷网，以防止陶瓷部分剥落。同时，陶瓷网分散热量的能力比普通石棉网更好。
石棉网的金属丝通常用铁，钢，铜，或镍铬合金制成。镍铬合金具有优良的抗撕裂性，能增加石棉网的寿命。金属丝网边缘向内弯曲，有利于防止磨损，保护手指免受锋利的金属丝切割。
在美国，石棉网的直径通常是4英寸（100）、5英寸（130）或6英寸（150），以适应不同规格的玻璃器皿。

## 画廊

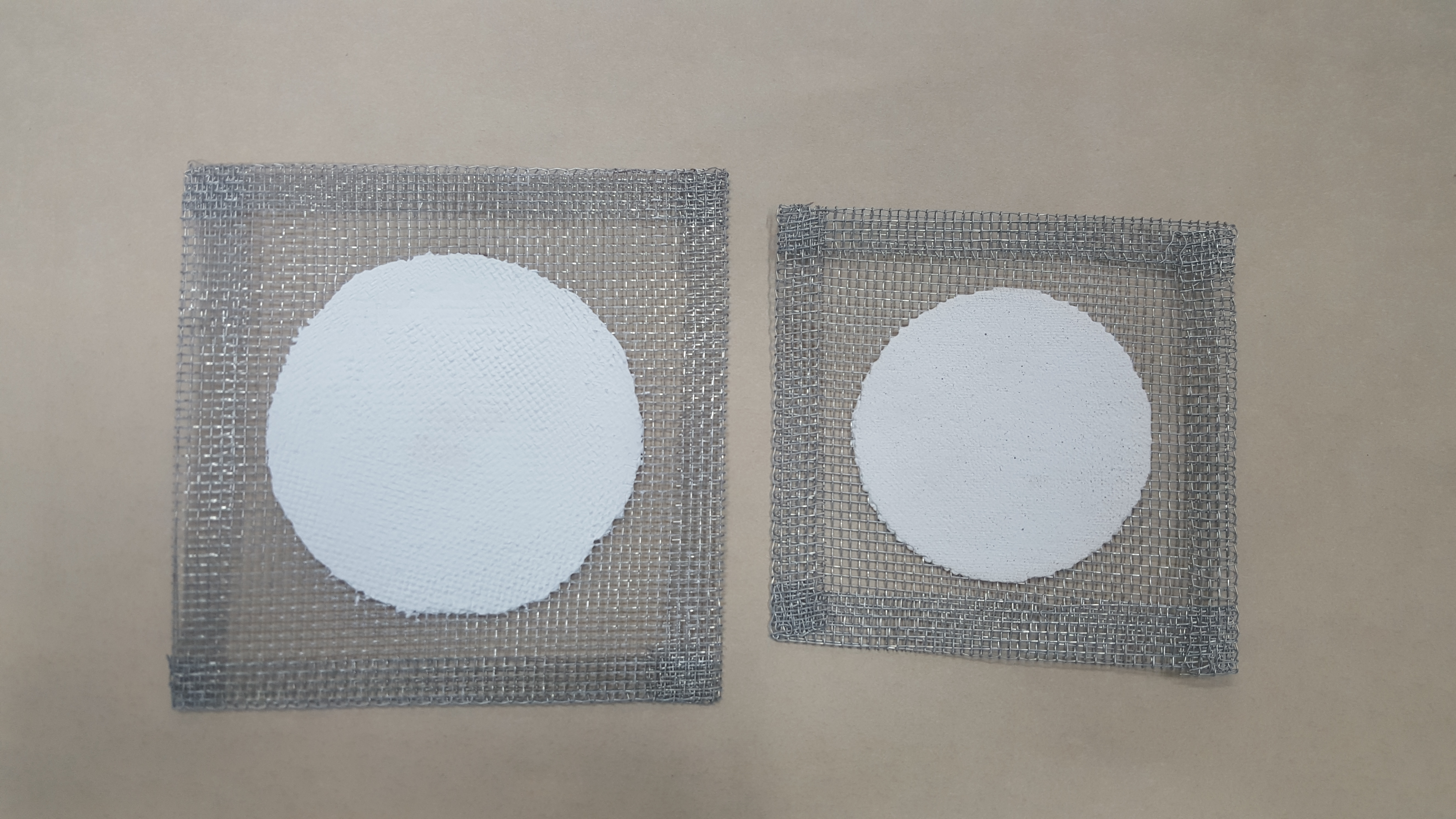
6英寸（150mm）和5英寸（125mm）的石棉网
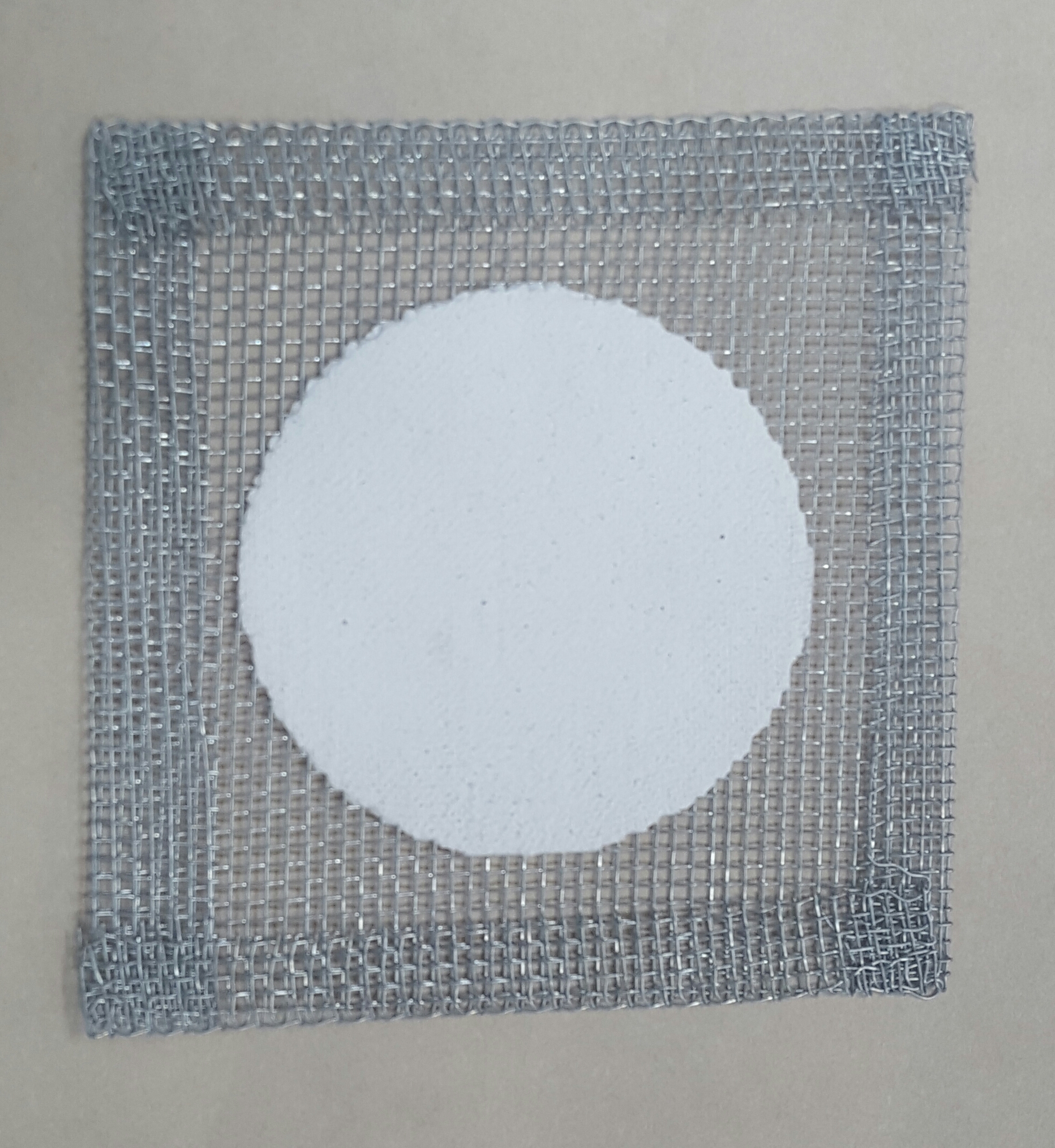
5英寸（150mm）陶瓷网
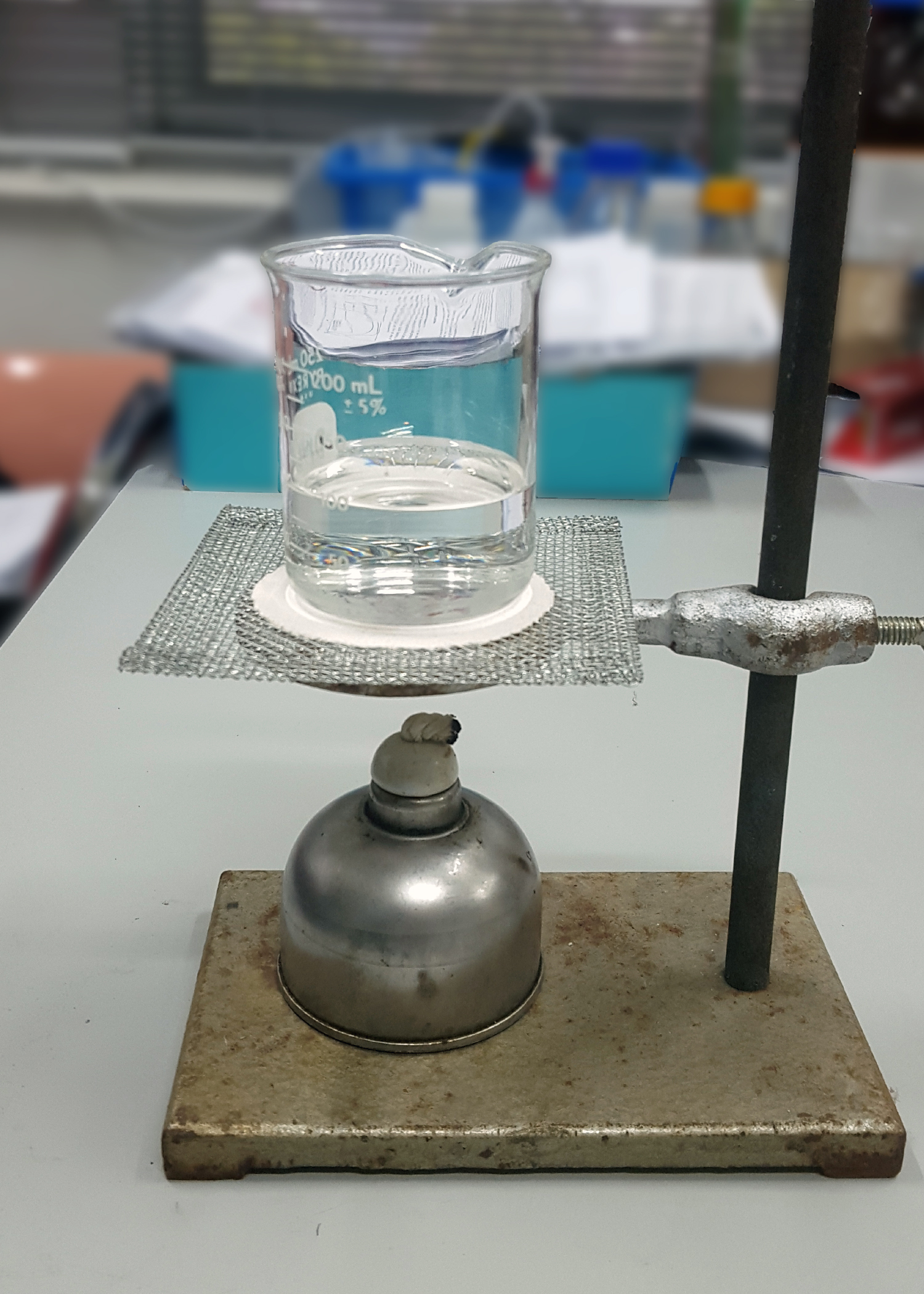
用酒精灯加热烧杯，石棉网使其受热均匀
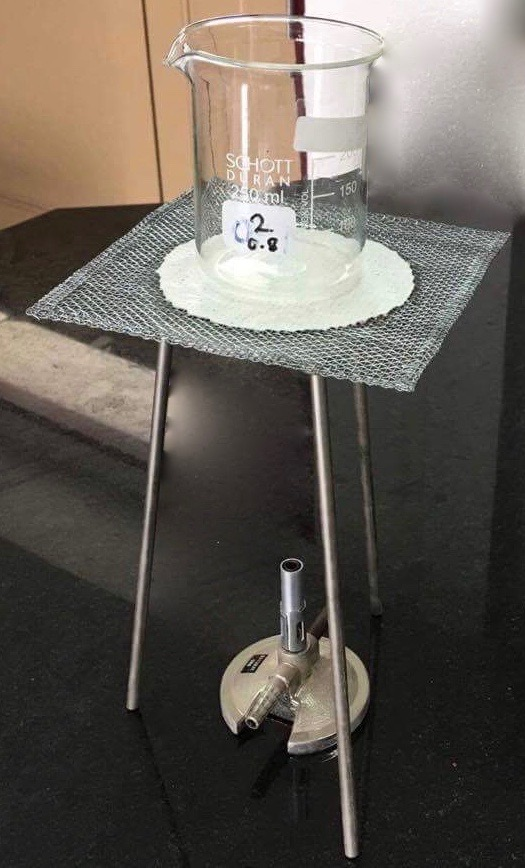
三脚架铁圈上用石棉网垫着的烧杯